# Stelletta phrissens
Stelletta phrissens är en svampdjursart som beskrevs av William Johnson Sollas 1886. Stelletta phrissens ingår i släktet Stelletta och familjen Ancorinidae. Inga underarter finns listade i Catalogue of Life.